# 字典纸

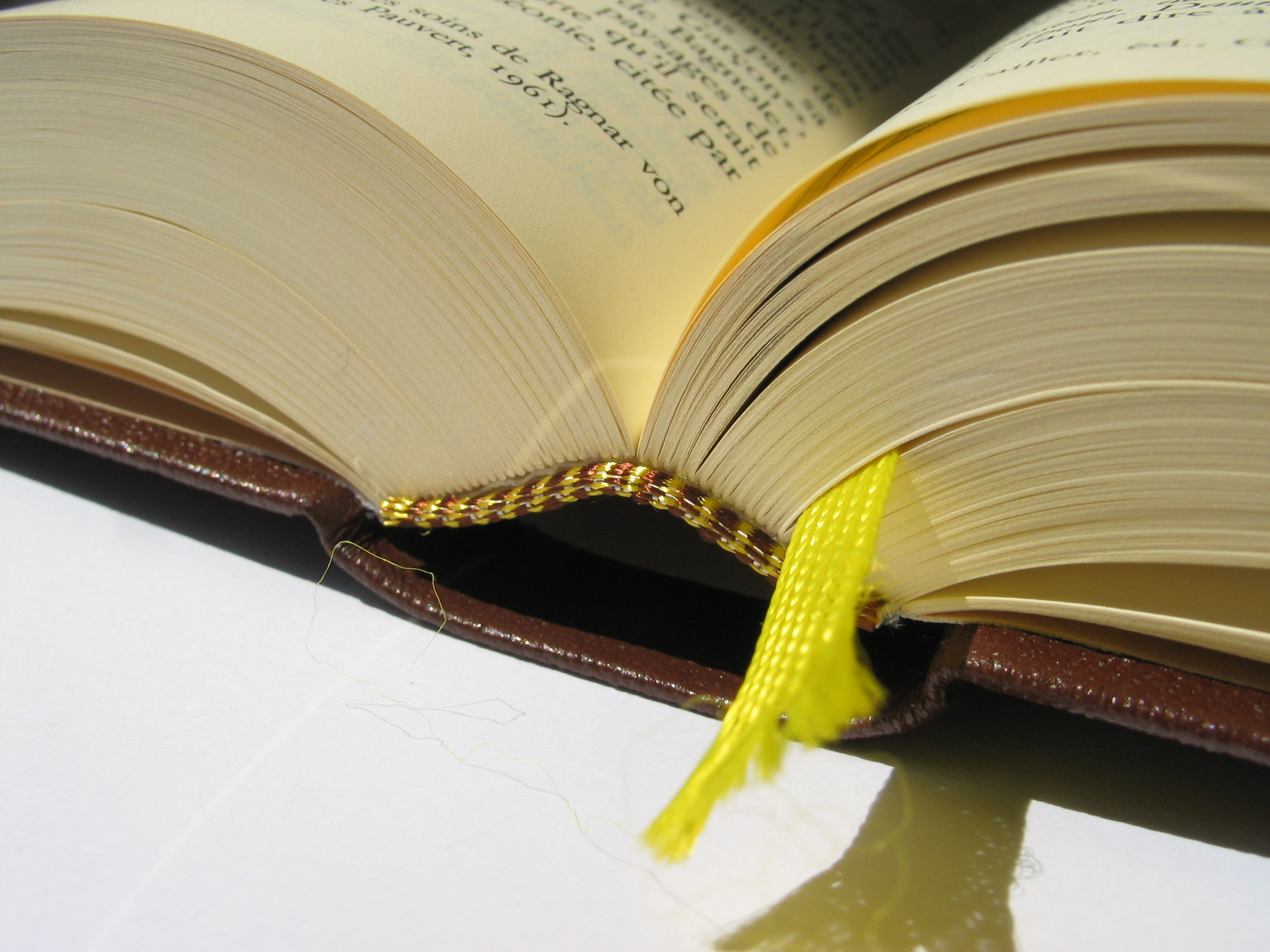
字典紙

字典纸，也称圣经纸（英語：Bible Paper），是一种薄而略透明的無塗佈化學漿紙，約每平方米40至45克之間，多用于印刷圣经、字典、百科全书等页数很多的书籍。这种纸通常含有棉或亚麻成分以增加其强度。